# Eumonhystera suecica
Eumonhystera suecica är en rundmaskart. Eumonhystera suecica ingår i släktet Eumonhystera, och familjen Monhysteridae. Arten är reproducerande i Sverige.